# Gravidade de Jackiw-Teitelboim
A gravidade Jackiw-Teitelboim, também conhecida como modelo R=T é uma teoria da gravidade com dilaton de acoplamento em uma dimensão de espaço e uma dimensão de tempo. Ela não deve ser confundida com o modelo de CGHS ou com a Gravidade de Liouville. A ação é dada por
{\displaystyle S={\frac {1}{\kappa }}\int d^{2}x\,{\sqrt {-g}}\left[-R\Phi -{\frac {1}{2}}g^{\mu \nu }\nabla _{\mu }\Phi \nabla _{\nu }\Phi -\Lambda +\kappa {\mathcal {L}}_{\text{mat}}\right]}
onde Φ é o dilaton, {\displaystyle \nabla _{\mu }} denota a derivada covariante e a equação de movimento é
{\displaystyle R-\Lambda =\kappa T}
A métrica, neste caso, é mais compatível com soluções analíticas do que o caso geral 3+1D embora recentemente tenha sido obtida uma redução canónico para o últim.
Por exemplo, em 1+1D , a métrica para o caso de dois corpos interagindo entre si pode ser resolvido exatamente nos termos da função W de Lambert, mesmo com um campo eletromagnético adicional.